# Nazionale femminile di hockey su prato della Serbia
La nazionale di hockey su prato femminile della Serbia è la squadra femminile di hockey su prato rappresentativa della Serbia ed è posta sotto la giurisdizione della Serbia Hockey Federation.

## Partecipazioni

### Mondiali
- 1994-2006 – non partecipa

### Olimpiadi
- 1992-2008 – non partecipa

### Champions Trophy
- 1991-2009 – non partecipa

### EuroHockey Nations Championship
- 1991-2009 – non partecipa